# Camille Vidal-Naquet
Camille Vidal-Naquet   (Nevers, 20 d'octubre de 1972) és una directora de cinema francesa.

## Biografia
Camille Vidal-Naquet venia de formació acadèmica; els seus pares i germans són tots professors. Va estudiar lletres, va obtenir un màster i va realitzar alguns treballs per a un doctorat. La seva tesi de màster va ser sobre literatura i cinema, que va cursar al doctorat, amb ganes d'escriure una tesi sobre The Evil Dead de Sam Raimi abans d'intentar mirar al guió de Ridley Scott d’Alien; després ho va deixar completament per fer pel·lícules. L'estudiós de la cultura queer David A. Gerstner va escriure en una crítica cinematogràfica que és la formació acadèmica del director la que actua com a "força impulsora de la precisió" en el seu treball.
El seu primer llargmetratge va ser Sauvage el 2018. La seva experiència treballant amb l'organització benèfica catòlica Aux captifs la libération la va ajudar a crear la pel·lícula. Sauvage es va estrenar al 71è Festival Internacional de Cinema de Canes el 2018 i es va fer especialment popular entre la comunitat LGBT+ de la ciutat de Nova York. La pel·lícula se centra en un jove treballador sexual masculí, interpretat per Félix Maritaud, amb freqüents escenes de sexe explícites; Vidal-Naquet "subratlla [que] el sexe que veiem a Sauvage és treball". Durant la preproducció, Vidal-Naquet i el seu director de fotografia Jacques Girault van passar mesos planificant el treball de la càmera, les actuacions i, en particular, la il·luminació i com funcionaria amb altres elements; va explicar que "volia filmar les escenes de sexe perquè no fossin diferents de les altres" perquè "la il·luminació és moral".

## Filmografia
Curtmetratges
- Génie, film experimental en llengua de signes
- 2001: Backstage
- 2014: Mauvaise Tête

llargmetratge
- 2018: Sauvage

Documentals
- 2020: Des Morts entre les Mains
- 2021: La chambre